# Рабочий позитив

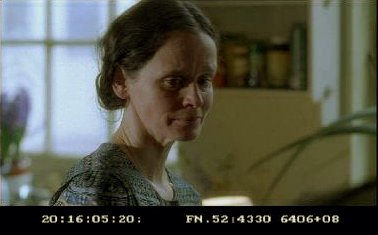
Кадр цифровой копии кинонегатива, используемой в качестве рабочего позитива. Внизу справа отображается футажный номер, считанный ридером сканера киноплёнки. Слева временно́й код синхронной фонограммы

Рабочий позитив — смонтированный позитив, отпечатанный с оригинального негатива кинофильма. На рабочем позитиве совмещаются изображение и исходная синхронная фонограмма, которая в готовом фильме заменяется фонограммой перезаписи, содержащей музыку и шумовые эффекты. Кроме готового изображения он может содержать вклеенные на местах будущих спецэффектов и монтажных переходов пустые ракорды из засвеченной киноплёнки. Отбор годных дублей и склейка первоначального варианта фильма происходят только в рабочем позитиве для сохранности негатива, отправляемого на это время в хранилище.

## Использование
После монтажа рабочего позитива он используется для просмотра съёмочной группой и перезаписи фонограммы. На основе утверждённого рабочего позитива происходит монтаж оригинального негатива. Точность воспроизведения склеек обеспечивается футажными номерами негатива, которые в обязательном порядке пропечатываются в рабочем позитиве. Благодаря этому монтажёр воспроизводит на негативе монтаж позитива с кадровой точностью. 
Большинство киностудий для экономии времени печатает рабочий позитив «в одном свету», то есть без компенсации отклонений по экспозиции и цветопередаче разных монтажных кадров, неизбежных в пределах одного рулона негатива. Подбирается усреднённый номер копировального света, приемлемый для всего рулона. В некоторых случаях при большой разнице смежных кадров во время печати может использоваться световой паспорт для её приближённой компенсации. Окончательная цветоустановка происходит позднее при печати монтажной фильмокопии, поэтому отдельные планы рабочего позитива могут иметь неправильные плотность и цветопередачу.

## Пиратские копии
В современной цифровой технологии кинопроизводства в качестве рабочего позитива часто используется цифровая копия негатива Digital Intermediate. При этом синхронизация с фонограммой и последующий монтаж плёночного негатива также происходят по футажным номерам, штриховой код которых считывается сканером киноплёнки.
Смонтированный цифровой рабочий позитив иногда служит источником для получения бутлегов фильма, распространяемых через интернет до официальной премьеры. 
В отличие от пиратских копий, получаемых копированием готовых официальных релизов, такие бутлеги могут обладать более высоким качеством — за счёт сканирования оригинального негатива, а не контратипа. Кроме того, некоторые удлинённые «режиссёрские» версии кинокартин могут быть получены только таким способом. Так, расширенный вариант мультфильма «Вор и сапожник» получен с сохранившегося рабочего позитива фильма. Киностудии не заинтересованы в доступности расширенных версий рабочих позитивов своих фильмов для широкой публики, но существуют исключения, такие как релиз мультфильма «Красавица и Чудовище» или премьерный вариант «Бегущего по лезвию» для кинотеатров Денвера и Далласа. Удалённые сцены часто добавляются в «бонус» DVD в исходном формате цифрового рабочего позитива, который служит их источником.